# Julianne Mweheire
Julianne Rwakakoko Mweheire (nhũ danh Julianne Rwakakoko), nhưng thường được gọi là Julianne Mweheire, là một người quản lý chuyên nghiệp, kế toán viên và giám đốc điều hành của công ty người Uganda. Cô phục vụ như là Giám đốc Phát triển Nội dung và Công nghiệp tại Ủy ban Truyền thông của Uganda, có hiệu lực vào tháng 8 năm 2018. Trước đó, cô làm Quản lý cấp cao, Quan hệ nhà cung cấp và Kế toán cao cấp, Kết nối và Chuyển vùng, tại MTN Uganda.

## Bối cảnh và giáo dục
Cô được sinh ra ở quận Ntungamo, ở khu vực phía Tây của Uganda, Elly Rwakakoko, cựu Tổng giám đốc của Cơ quan doanh thu Uganda.
Cô có bằng Cử nhân Nghệ thuật Quản lý Kinh doanh, Kinh tế và Kế toán. Sau đó, cô tốt nghiệp Học viện Công nghệ Stevens, New Jersey, Hoa Kỳ, với bằng Thạc sĩ Khoa học về Quản lý Viễn thông.

## Kinh nghiệm làm việc
Trong khoảng thời gian gần hai mươi năm, bắt đầu từ năm 2000, Julianne làm việc ở nhiều vị trí khác nhau, bao gồm cả chức vụ Quản lý cấp cao và Kế toán cao cấp, tại MTN Uganda, nhà điều hành mạng di động lớn nhất tại quốc gia Đông Phi này.
Sau khi được bổ nhiệm vào vị trí hiện tại, cô đã thay thế Tumubweine Twinemanzi, người được bổ nhiệm làm Giám đốc điều hành giám sát ngân hàng tại Bank of Uganda, ngân hàng trung ương của Uganda.